# Carparachne aureoflava
Carparachne aureoflava je druh pavouka z čeledi maloočkovití (Sparassidae), jenž se vyskytuje v Namibské poušti.

## Popis
Na délku měří až 20 mm, přičemž obě pohlaví dosahují zhruba stejné velikosti.

## Biologie
Maloočka Carparachne aureoflava je endemitem Namibské pouště. Jde o nočního lovce, který svou kořist lapá na otevřeném prostranství. Jed tohoto pavouka není nebezpečný člověku.
Přes den se maloočka ukrývá ve vyhloubené noře v písku, již vystélá hedvábnými vlákny a uzavírá víčkem. Nora je hluboká asi 50 cm, ačkoli maloočka je schopna vyhrabat tunely podstatně delší, i přes 120 cm dlouhé.

### Únikové chování
Vážnými nepřáteli maloočky Carparachne aureoflava jsou parazitoidní vosy z čeledi hrabalkovití (Pompilidae). Ty pavouky vyhrabávají z jejich podzemních úkrytů a loví je jako zdroj potravy pro své larvy. Nory maloočkám v mnohých případech poskytují dostatečnou ochranu, nicméně pokud se v důsledku sypkosti písku zhroutí, pavouci se stávají vůči predaci ze strany hrabalek velmi zranitelnými. U malooček Carparachne aureoflava se objevuje nezvyklé únikové chování, kdy v případě nebezpečí složí končetiny, převrátí se na bok a skutálí se z vyvýšené duny. Během tohoto pohybu jsou schopny vyvinout rychlost přes 1 m/s, resp. přes 20 otáček/s. Podobný způsob útěku je v porovnání s aktivním během velmi výhodný, protože je rychlejší a méně energeticky nákladný (urazit 10 m maloočce trvá asi 60 s pomocí běhu, ale jen 10 s při valivém pohybu z duny). Pavouk při valivém pohybu zároveň v písku vytváří jen špatně znatelné stopy, takže je pro hrabalku těžší opětovně jej vystopovat.